# Coregonus lucinensis
Coregonus lucinensis es una especie de pez de la familia Salmonidae en el orden de los Salmoniformes.

## Distribución geográfica
Se encuentra en Europa: es una especie  endémica de Alemania.

## Alimentación
Come quironómidos y Mysis relicta .